# Tour de La Provence 2024
Le Tour de La Provence 2024 est la 8e édition de cette course cycliste sur route par étapes masculine. Il a lieu du 8 au 11 février 2024 dans les départements des Bouches-du-Rhône et des Alpes-de-Haute-Provence, dans le sud de la France. Il fait partie du calendrier UCI Europe Tour 2024 en catégorie 2.1.

## Présentation

### Équipes
Dix-sept équipes participent à cette course - 6 WorldTeams, 4 ProTeams et 7 équipes continentales :
| WorldTeams (5)- Arkéa-B&B Hotels - Cofidis - Decathlon-AG2R La Mondiale - Groupama-FDJ - Lidl-Trek ProTeams (4)- Bingoal WB - Israel-Premier Tech - Corratec-Vini Fantini - TotalEnergies Équipes continentales (8)- Astana Qazaqstan Development Team - Beltrami TSA-Tre Colli - CIC U Nantes Atlantique - Nice Métropole Côte d'Azur - Philippe Wagner-Bazin - Project Echelon Racing - Saint Michel-Mavic-Auber 93 - Van Rysel-Roubaix |
| |

## Diffusion
La course sera suivie et diffusée sur France 3 Provence-Alpes et France 3 Côte d'Azur. Les informations sur la course sont également diffusées sur la radio RMC.

## Étapes
| Étape     | Date    | Villes étapes               | type            | Distance (km) | Dénivelé (m) | Vainqueur d'étape | Leader du classement général |
| --------- | ------- | --------------------------- | --------------- | ------------- | ------------ | ----------------- | ---------------------------- |
| Prologue  | 8 fév.  | Marseille – Marseille       | prologue        | 5             | 20 m         | Mads Pedersen     | Mads Pedersen                |
| 1re étape | 9 fév.  | Aix-en-Provence – Martigues | étape de plaine | 157,2         | 1 440 m      | Mads Pedersen     | Mads Pedersen                |
| 2e étape  | 10 fév. | Forcalquier – Manosque      | étape vallonnée | 165           | 2 411 m      | Mads Pedersen     | Mads Pedersen                |
| 3e étape  | 11 fév. | Rognac – Arles              | étape de plaine | 183,2         | 606 m        | Tom Van Asbroeck  | Mads Pedersen                |

## Déroulement de la course

### Prologue
Sur un parcours en front de mer, le prologue de 5 km donne un avant goût de Jeux Olympiques, le parcours longeant le futur site des épreuves de voiles des JO 2024. Il est remporté par Mads Pedersen.
| \| Classement de l'étape \| Classement de l'étape \| Classement de l'étape \| Classement de l'étape \| Classement de l'étape \| \| Coureur \| Coureur \| Pays \| Équipe \| Temps \| \| --------------------- \| --------------------- \| --------------------- \| --------------------------- \| --------------------- \| \| 1er \| Mads Pedersen \| Danemark \| Lidl-Trek \| 5 min 20 s \| \| 2e \| Jakob Söderqvist \| Suède \| Lidl-Trek \| + 6 s \| \| 3e \| Samuel Watson \| Royaume-Uni \| Groupama-FDJ \| + 10 s \| \| 4e \| Bruno Armirail \| France \| Decathlon-AG2R La Mondiale \| + 11 s \| \| 5e \| Jérémy Cabot \| France \| Saint Michel-Mavic-Auber 93 \| + 12 s \| \| 6e \| Damien Touzé \| France \| Decathlon-AG2R La Mondiale \| + 12 s \| \| 7e \| Sam Bennett \| Irlande \| Decathlon-AG2R La Mondiale \| + 12 s \| \| 8e \| Alex Kirsch \| Luxembourg \| Lidl-Trek \| + 12 s \| \| 9e \| Ewen Costiou \| France \| Arkéa-B&B Hotels \| + 13 s \| \| 10e \| Dorian Godon \| France \| Decathlon-AG2R La Mondiale \| + 14 s \| |                  |             |                             |            |
| |                  |             |                             |            |
| Source : ProCyclingStats |                  |             |                             |            |
| Classement de l'étape |                  |             |                             |            |
| Coureur | Coureur          | Pays        | Équipe                      | Temps      |
| 1er | Mads Pedersen    | Danemark    | Lidl-Trek                   | 5 min 20 s |
| 2e | Jakob Söderqvist | Suède       | Lidl-Trek                   | + 6 s      |
| 3e | Samuel Watson    | Royaume-Uni | Groupama-FDJ                | + 10 s     |
| 4e | Bruno Armirail   | France      | Decathlon-AG2R La Mondiale  | + 11 s     |
| 5e | Jérémy Cabot     | France      | Saint Michel-Mavic-Auber 93 | + 12 s     |
| 6e | Damien Touzé     | France      | Decathlon-AG2R La Mondiale  | + 12 s     |
| 7e | Sam Bennett      | Irlande     | Decathlon-AG2R La Mondiale  | + 12 s     |
| 8e | Alex Kirsch      | Luxembourg  | Lidl-Trek                   | + 12 s     |
| 9e | Ewen Costiou     | France      | Arkéa-B&B Hotels            | + 13 s     |
| 10e | Dorian Godon     | France      | Decathlon-AG2R La Mondiale  | + 14 s     |

| Classement de l'étape | Classement de l'étape | Classement de l'étape | Classement de l'étape       | Classement de l'étape |
| Coureur               | Coureur               | Pays                  | Équipe                      | Temps                 |
| --------------------- | --------------------- | --------------------- | --------------------------- | --------------------- |
| 1er                   | Mads Pedersen         | Danemark              | Lidl-Trek                   | 5 min 20 s            |
| 2e                    | Jakob Söderqvist      | Suède                 | Lidl-Trek                   | + 6 s                 |
| 3e                    | Samuel Watson         | Royaume-Uni           | Groupama-FDJ                | + 10 s                |
| 4e                    | Bruno Armirail        | France                | Decathlon-AG2R La Mondiale  | + 11 s                |
| 5e                    | Jérémy Cabot          | France                | Saint Michel-Mavic-Auber 93 | + 12 s                |
| 6e                    | Damien Touzé          | France                | Decathlon-AG2R La Mondiale  | + 12 s                |
| 7e                    | Sam Bennett           | Irlande               | Decathlon-AG2R La Mondiale  | + 12 s                |
| 8e                    | Alex Kirsch           | Luxembourg            | Lidl-Trek                   | + 12 s                |
| 9e                    | Ewen Costiou          | France                | Arkéa-B&B Hotels            | + 13 s                |
| 10e                   | Dorian Godon          | France                | Decathlon-AG2R La Mondiale  | + 14 s                |

| \| Classement général \| Classement général \| Classement général \| Classement général \| Classement général \| \| Coureur \| Coureur \| Pays \| Équipe \| Temps \| \| ------------------ \| ------------------ \| ------------------ \| --------------------------- \| ------------------ \| \| 1er \| Mads Pedersen \| Danemark \| Lidl-Trek \| 5 min 20 s \| \| 2e \| Jakob Söderqvist \| Suède \| Lidl-Trek \| + 6 s \| \| 3e \| Samuel Watson \| Royaume-Uni \| Groupama-FDJ \| + 10 s \| \| 4e \| Bruno Armirail \| France \| Decathlon-AG2R La Mondiale \| + 11 s \| \| 5e \| Jérémy Cabot \| France \| Saint Michel-Mavic-Auber 93 \| + 12 s \| \| 6e \| Damien Touzé \| France \| Decathlon-AG2R La Mondiale \| + 12 s \| \| 7e \| Sam Bennett \| Irlande \| Decathlon-AG2R La Mondiale \| + 12 s \| \| 8e \| Alex Kirsch \| Luxembourg \| Lidl-Trek \| + 12 s \| \| 9e \| Ewen Costiou \| France \| Arkéa-B&B Hotels \| + 13 s \| \| 10e \| Dorian Godon \| France \| Decathlon-AG2R La Mondiale \| + 14 s \| |                  |             |                             |            |
| |                  |             |                             |            |
| Source : ProCyclingStats |                  |             |                             |            |
| Classement général |                  |             |                             |            |
| Coureur | Coureur          | Pays        | Équipe                      | Temps      |
| 1er | Mads Pedersen    | Danemark    | Lidl-Trek                   | 5 min 20 s |
| 2e | Jakob Söderqvist | Suède       | Lidl-Trek                   | + 6 s      |
| 3e | Samuel Watson    | Royaume-Uni | Groupama-FDJ                | + 10 s     |
| 4e | Bruno Armirail   | France      | Decathlon-AG2R La Mondiale  | + 11 s     |
| 5e | Jérémy Cabot     | France      | Saint Michel-Mavic-Auber 93 | + 12 s     |
| 6e | Damien Touzé     | France      | Decathlon-AG2R La Mondiale  | + 12 s     |
| 7e | Sam Bennett      | Irlande     | Decathlon-AG2R La Mondiale  | + 12 s     |
| 8e | Alex Kirsch      | Luxembourg  | Lidl-Trek                   | + 12 s     |
| 9e | Ewen Costiou     | France      | Arkéa-B&B Hotels            | + 13 s     |
| 10e | Dorian Godon     | France      | Decathlon-AG2R La Mondiale  | + 14 s     |

| Classement général | Classement général | Classement général | Classement général          | Classement général |
| Coureur            | Coureur            | Pays               | Équipe                      | Temps              |
| ------------------ | ------------------ | ------------------ | --------------------------- | ------------------ |
| 1er                | Mads Pedersen      | Danemark           | Lidl-Trek                   | 5 min 20 s         |
| 2e                 | Jakob Söderqvist   | Suède              | Lidl-Trek                   | + 6 s              |
| 3e                 | Samuel Watson      | Royaume-Uni        | Groupama-FDJ                | + 10 s             |
| 4e                 | Bruno Armirail     | France             | Decathlon-AG2R La Mondiale  | + 11 s             |
| 5e                 | Jérémy Cabot       | France             | Saint Michel-Mavic-Auber 93 | + 12 s             |
| 6e                 | Damien Touzé       | France             | Decathlon-AG2R La Mondiale  | + 12 s             |
| 7e                 | Sam Bennett        | Irlande            | Decathlon-AG2R La Mondiale  | + 12 s             |
| 8e                 | Alex Kirsch        | Luxembourg         | Lidl-Trek                   | + 12 s             |
| 9e                 | Ewen Costiou       | France             | Arkéa-B&B Hotels            | + 13 s             |
| 10e                | Dorian Godon       | France             | Decathlon-AG2R La Mondiale  | + 14 s             |

### 1reétape
Déjà vainqueur du prologue la veille, Mads Pedersen s'est facilement imposé au sprint lors d'une étape courue sous une pluie battante et incessante.
| \| Classement de l'étape \| Classement de l'étape \| Classement de l'étape \| Classement de l'étape \| Classement de l'étape \| \| Coureur \| Coureur \| Pays \| Équipe \| Temps \| \| --------------------- \| --------------------- \| --------------------- \| --------------------------- \| --------------------- \| \| 1er \| Mads Pedersen \| Danemark \| Lidl-Trek \| 3 h 32 min 35 s \| \| 2e \| Axel Zingle \| France \| Cofidis \| + 0 s \| \| 3e \| Riley Pickrell \| Canada \| Israel-Premier Tech \| + 0 s \| \| 4e \| Samuel Watson \| Royaume-Uni \| Groupama-FDJ \| + 0 s \| \| 5e \| Enzo Boulet \| France \| CIC U Nantes Atlantique \| + 0 s \| \| 6e \| Jérémy Lecroq \| France \| Saint Michel-Mavic-Auber 93 \| + 0 s \| \| 7e \| Sandy Dujardin \| France \| TotalEnergies \| + 0 s \| \| 8e \| David Dekker \| Pays-Bas \| Arkéa-B&B Hotels \| + 0 s \| \| 9e \| Paul Hennequin \| France \| Nice Métropole Côte d'Azur \| + 0 s \| \| 10e \| Jon Rye-Johnsen \| Norvège \| CIC U Nantes Atlantique \| + 0 s \| |                 |             |                             |                 |
| |                 |             |                             |                 |
| Source : ProCyclingStats |                 |             |                             |                 |
| Classement de l'étape |                 |             |                             |                 |
| Coureur | Coureur         | Pays        | Équipe                      | Temps           |
| 1er | Mads Pedersen   | Danemark    | Lidl-Trek                   | 3 h 32 min 35 s |
| 2e | Axel Zingle     | France      | Cofidis                     | + 0 s           |
| 3e | Riley Pickrell  | Canada      | Israel-Premier Tech         | + 0 s           |
| 4e | Samuel Watson   | Royaume-Uni | Groupama-FDJ                | + 0 s           |
| 5e | Enzo Boulet     | France      | CIC U Nantes Atlantique     | + 0 s           |
| 6e | Jérémy Lecroq   | France      | Saint Michel-Mavic-Auber 93 | + 0 s           |
| 7e | Sandy Dujardin  | France      | TotalEnergies               | + 0 s           |
| 8e | David Dekker    | Pays-Bas    | Arkéa-B&B Hotels            | + 0 s           |
| 9e | Paul Hennequin  | France      | Nice Métropole Côte d'Azur  | + 0 s           |
| 10e | Jon Rye-Johnsen | Norvège     | CIC U Nantes Atlantique     | + 0 s           |

| Classement de l'étape | Classement de l'étape | Classement de l'étape | Classement de l'étape       | Classement de l'étape |
| Coureur               | Coureur               | Pays                  | Équipe                      | Temps                 |
| --------------------- | --------------------- | --------------------- | --------------------------- | --------------------- |
| 1er                   | Mads Pedersen         | Danemark              | Lidl-Trek                   | 3 h 32 min 35 s       |
| 2e                    | Axel Zingle           | France                | Cofidis                     | + 0 s                 |
| 3e                    | Riley Pickrell        | Canada                | Israel-Premier Tech         | + 0 s                 |
| 4e                    | Samuel Watson         | Royaume-Uni           | Groupama-FDJ                | + 0 s                 |
| 5e                    | Enzo Boulet           | France                | CIC U Nantes Atlantique     | + 0 s                 |
| 6e                    | Jérémy Lecroq         | France                | Saint Michel-Mavic-Auber 93 | + 0 s                 |
| 7e                    | Sandy Dujardin        | France                | TotalEnergies               | + 0 s                 |
| 8e                    | David Dekker          | Pays-Bas              | Arkéa-B&B Hotels            | + 0 s                 |
| 9e                    | Paul Hennequin        | France                | Nice Métropole Côte d'Azur  | + 0 s                 |
| 10e                   | Jon Rye-Johnsen       | Norvège               | CIC U Nantes Atlantique     | + 0 s                 |

| \| Classement général \| Classement général \| Classement général \| Classement général \| Classement général \| \| Coureur \| Coureur \| Pays \| Équipe \| Temps \| \| ------------------ \| ------------------ \| ------------------ \| --------------------------- \| ------------------ \| \| 1er \| Mads Pedersen \| Danemark \| Lidl-Trek \| 3 h 37 min 54 s \| \| 2e \| Jakob Söderqvist \| Suède \| Lidl-Trek \| + 6 s \| \| 3e \| Samuel Watson \| Royaume-Uni \| Groupama-FDJ \| + 11 s \| \| 4e \| Bruno Armirail \| France \| Decathlon-AG2R La Mondiale \| + 11 s \| \| 5e \| Riley Sheehan \| États-Unis \| Israel-Premier Tech \| + 12 s \| \| 6e \| Jérémy Cabot \| France \| Saint Michel-Mavic-Auber 93 \| + 12 s \| \| 7e \| Damien Touzé \| France \| Decathlon-AG2R La Mondiale \| + 12 s \| \| 8e \| Sam Bennett \| Irlande \| Decathlon-AG2R La Mondiale \| + 12 s \| \| 9e \| Alex Kirsch \| Luxembourg \| Lidl-Trek \| + 13 s \| \| 10e \| Raúl García Pierna \| Espagne \| Arkéa-B&B Hotels \| + 13 s \| |                    |             |                             |                 |
| |                    |             |                             |                 |
| Source : ProCyclingStats |                    |             |                             |                 |
| Classement général |                    |             |                             |                 |
| Coureur | Coureur            | Pays        | Équipe                      | Temps           |
| 1er | Mads Pedersen      | Danemark    | Lidl-Trek                   | 3 h 37 min 54 s |
| 2e | Jakob Söderqvist   | Suède       | Lidl-Trek                   | + 6 s           |
| 3e | Samuel Watson      | Royaume-Uni | Groupama-FDJ                | + 11 s          |
| 4e | Bruno Armirail     | France      | Decathlon-AG2R La Mondiale  | + 11 s          |
| 5e | Riley Sheehan      | États-Unis  | Israel-Premier Tech         | + 12 s          |
| 6e | Jérémy Cabot       | France      | Saint Michel-Mavic-Auber 93 | + 12 s          |
| 7e | Damien Touzé       | France      | Decathlon-AG2R La Mondiale  | + 12 s          |
| 8e | Sam Bennett        | Irlande     | Decathlon-AG2R La Mondiale  | + 12 s          |
| 9e | Alex Kirsch        | Luxembourg  | Lidl-Trek                   | + 13 s          |
| 10e | Raúl García Pierna | Espagne     | Arkéa-B&B Hotels            | + 13 s          |

| Classement général | Classement général | Classement général | Classement général          | Classement général |
| Coureur            | Coureur            | Pays               | Équipe                      | Temps              |
| ------------------ | ------------------ | ------------------ | --------------------------- | ------------------ |
| 1er                | Mads Pedersen      | Danemark           | Lidl-Trek                   | 3 h 37 min 54 s    |
| 2e                 | Jakob Söderqvist   | Suède              | Lidl-Trek                   | + 6 s              |
| 3e                 | Samuel Watson      | Royaume-Uni        | Groupama-FDJ                | + 11 s             |
| 4e                 | Bruno Armirail     | France             | Decathlon-AG2R La Mondiale  | + 11 s             |
| 5e                 | Riley Sheehan      | États-Unis         | Israel-Premier Tech         | + 12 s             |
| 6e                 | Jérémy Cabot       | France             | Saint Michel-Mavic-Auber 93 | + 12 s             |
| 7e                 | Damien Touzé       | France             | Decathlon-AG2R La Mondiale  | + 12 s             |
| 8e                 | Sam Bennett        | Irlande            | Decathlon-AG2R La Mondiale  | + 12 s             |
| 9e                 | Alex Kirsch        | Luxembourg         | Lidl-Trek                   | + 13 s             |
| 10e                | Raúl García Pierna | Espagne            | Arkéa-B&B Hotels            | + 13 s             |

### 2eétape
| \| Classement de l'étape \| Classement de l'étape \| Classement de l'étape \| Classement de l'étape \| Classement de l'étape \| \| Coureur \| Coureur \| Pays \| Équipe \| Temps \| \| --------------------- \| --------------------- \| --------------------- \| --------------------------- \| --------------------- \| \| 1er \| Mads Pedersen \| Danemark \| Lidl-Trek \| 4 h 04 min 19 s \| \| 2e \| Axel Zingle \| France \| Cofidis \| + 0 s \| \| 3e \| Clément Champoussin \| France \| Arkéa-B&B Hotels \| + 2 s \| \| 4e \| Tyler Stites \| États-Unis \| Project Echelon Racing \| + 2 s \| \| 5e \| Alexandre Delettre \| France \| Saint Michel-Mavic-Auber 93 \| + 2 s \| \| 6e \| Riley Sheehan \| États-Unis \| Israel-Premier Tech \| + 2 s \| \| 7e \| Lorenzo Germani \| Italie \| Groupama-FDJ \| + 2 s \| \| 8e \| Bruno Armirail \| France \| Decathlon-AG2R La Mondiale \| + 2 s \| \| 9e \| Ewen Costiou \| France \| Arkéa-B&B Hotels \| + 2 s \| \| 10e \| Raúl García Pierna \| Espagne \| Arkéa-B&B Hotels \| + 2 s \| |                     |            |                             |                 |
| |                     |            |                             |                 |
| Source : ProCyclingStats |                     |            |                             |                 |
| Classement de l'étape |                     |            |                             |                 |
| Coureur | Coureur             | Pays       | Équipe                      | Temps           |
| 1er | Mads Pedersen       | Danemark   | Lidl-Trek                   | 4 h 04 min 19 s |
| 2e | Axel Zingle         | France     | Cofidis                     | + 0 s           |
| 3e | Clément Champoussin | France     | Arkéa-B&B Hotels            | + 2 s           |
| 4e | Tyler Stites        | États-Unis | Project Echelon Racing      | + 2 s           |
| 5e | Alexandre Delettre  | France     | Saint Michel-Mavic-Auber 93 | + 2 s           |
| 6e | Riley Sheehan       | États-Unis | Israel-Premier Tech         | + 2 s           |
| 7e | Lorenzo Germani     | Italie     | Groupama-FDJ                | + 2 s           |
| 8e | Bruno Armirail      | France     | Decathlon-AG2R La Mondiale  | + 2 s           |
| 9e | Ewen Costiou        | France     | Arkéa-B&B Hotels            | + 2 s           |
| 10e | Raúl García Pierna  | Espagne    | Arkéa-B&B Hotels            | + 2 s           |

| Classement de l'étape | Classement de l'étape | Classement de l'étape | Classement de l'étape       | Classement de l'étape |
| Coureur               | Coureur               | Pays                  | Équipe                      | Temps                 |
| --------------------- | --------------------- | --------------------- | --------------------------- | --------------------- |
| 1er                   | Mads Pedersen         | Danemark              | Lidl-Trek                   | 4 h 04 min 19 s       |
| 2e                    | Axel Zingle           | France                | Cofidis                     | + 0 s                 |
| 3e                    | Clément Champoussin   | France                | Arkéa-B&B Hotels            | + 2 s                 |
| 4e                    | Tyler Stites          | États-Unis            | Project Echelon Racing      | + 2 s                 |
| 5e                    | Alexandre Delettre    | France                | Saint Michel-Mavic-Auber 93 | + 2 s                 |
| 6e                    | Riley Sheehan         | États-Unis            | Israel-Premier Tech         | + 2 s                 |
| 7e                    | Lorenzo Germani       | Italie                | Groupama-FDJ                | + 2 s                 |
| 8e                    | Bruno Armirail        | France                | Decathlon-AG2R La Mondiale  | + 2 s                 |
| 9e                    | Ewen Costiou          | France                | Arkéa-B&B Hotels            | + 2 s                 |
| 10e                   | Raúl García Pierna    | Espagne               | Arkéa-B&B Hotels            | + 2 s                 |

| \| Classement général \| Classement général \| Classement général \| Classement général \| Classement général \| \| Coureur \| Coureur \| Pays \| Équipe \| Temps \| \| ------------------ \| ------------------- \| ------------------ \| -------------------------- \| ------------------ \| \| 1er \| Mads Pedersen \| Danemark \| Lidl-Trek \| 7 h 42 min 02 s \| \| 2e \| Bruno Armirail \| France \| Decathlon-AG2R La Mondiale \| + 24 s \| \| 3e \| Ewen Costiou \| France \| Arkéa-B&B Hotels \| + 24 s \| \| 4e \| Riley Sheehan \| États-Unis \| Israel-Premier Tech \| + 25 s \| \| 5e \| Raúl García Pierna \| Espagne \| Arkéa-B&B Hotels \| + 26 s \| \| 6e \| Axel Zingle \| France \| Cofidis \| + 30 s \| \| 7e \| Clément Champoussin \| France \| Arkéa-B&B Hotels \| + 32 s \| \| 8e \| Lorenzo Germani \| Italie \| Groupama-FDJ \| + 34 s \| \| 9e \| Tyler Stites \| États-Unis \| Project Echelon Racing \| + 35 s \| \| 10e \| Marco Frigo \| Italie \| Israel-Premier Tech \| + 38 s \| |                     |            |                            |                 |
| |                     |            |                            |                 |
| Source : ProCyclingStats |                     |            |                            |                 |
| Classement général |                     |            |                            |                 |
| Coureur | Coureur             | Pays       | Équipe                     | Temps           |
| 1er | Mads Pedersen       | Danemark   | Lidl-Trek                  | 7 h 42 min 02 s |
| 2e | Bruno Armirail      | France     | Decathlon-AG2R La Mondiale | + 24 s          |
| 3e | Ewen Costiou        | France     | Arkéa-B&B Hotels           | + 24 s          |
| 4e | Riley Sheehan       | États-Unis | Israel-Premier Tech        | + 25 s          |
| 5e | Raúl García Pierna  | Espagne    | Arkéa-B&B Hotels           | + 26 s          |
| 6e | Axel Zingle         | France     | Cofidis                    | + 30 s          |
| 7e | Clément Champoussin | France     | Arkéa-B&B Hotels           | + 32 s          |
| 8e | Lorenzo Germani     | Italie     | Groupama-FDJ               | + 34 s          |
| 9e | Tyler Stites        | États-Unis | Project Echelon Racing     | + 35 s          |
| 10e | Marco Frigo         | Italie     | Israel-Premier Tech        | + 38 s          |

| Classement général | Classement général  | Classement général | Classement général         | Classement général |
| Coureur            | Coureur             | Pays               | Équipe                     | Temps              |
| ------------------ | ------------------- | ------------------ | -------------------------- | ------------------ |
| 1er                | Mads Pedersen       | Danemark           | Lidl-Trek                  | 7 h 42 min 02 s    |
| 2e                 | Bruno Armirail      | France             | Decathlon-AG2R La Mondiale | + 24 s             |
| 3e                 | Ewen Costiou        | France             | Arkéa-B&B Hotels           | + 24 s             |
| 4e                 | Riley Sheehan       | États-Unis         | Israel-Premier Tech        | + 25 s             |
| 5e                 | Raúl García Pierna  | Espagne            | Arkéa-B&B Hotels           | + 26 s             |
| 6e                 | Axel Zingle         | France             | Cofidis                    | + 30 s             |
| 7e                 | Clément Champoussin | France             | Arkéa-B&B Hotels           | + 32 s             |
| 8e                 | Lorenzo Germani     | Italie             | Groupama-FDJ               | + 34 s             |
| 9e                 | Tyler Stites        | États-Unis         | Project Echelon Racing     | + 35 s             |
| 10e                | Marco Frigo         | Italie             | Israel-Premier Tech        | + 38 s             |

### 3eétape
| \| Classement de l'étape \| Classement de l'étape \| Classement de l'étape \| Classement de l'étape \| Classement de l'étape \| \| Coureur \| Coureur \| Pays \| Équipe \| Temps \| \| --------------------- \| --------------------- \| --------------------- \| --------------------------- \| --------------------- \| \| 1er \| Tom Van Asbroeck \| Belgique \| Israel-Premier Tech \| 4 h 10 min 37 s \| \| 2e \| Sam Bennett \| Irlande \| Decathlon-AG2R La Mondiale \| + 0 s \| \| 3e \| Axel Zingle \| France \| Cofidis \| + 0 s \| \| 4e \| Hugo Hofstetter \| France \| Israel-Premier Tech \| + 0 s \| \| 5e \| Mads Pedersen \| Danemark \| Lidl-Trek \| + 0 s \| \| 6e \| Jérémy Lecroq \| France \| Saint Michel-Mavic-Auber 93 \| + 0 s \| \| 7e \| Paul Hennequin \| France \| Nice Métropole Côte d'Azur \| + 0 s \| \| 8e \| Sandy Dujardin \| France \| TotalEnergies \| + 0 s \| \| 9e \| Samuel Watson \| Royaume-Uni \| Groupama-FDJ \| + 0 s \| \| 10e \| Raúl García Pierna \| Espagne \| Arkéa-B&B Hotels \| + 0 s \| |                    |             |                             |                 |
| |                    |             |                             |                 |
| Source : ProCyclingStats |                    |             |                             |                 |
| Classement de l'étape |                    |             |                             |                 |
| Coureur | Coureur            | Pays        | Équipe                      | Temps           |
| 1er | Tom Van Asbroeck   | Belgique    | Israel-Premier Tech         | 4 h 10 min 37 s |
| 2e | Sam Bennett        | Irlande     | Decathlon-AG2R La Mondiale  | + 0 s           |
| 3e | Axel Zingle        | France      | Cofidis                     | + 0 s           |
| 4e | Hugo Hofstetter    | France      | Israel-Premier Tech         | + 0 s           |
| 5e | Mads Pedersen      | Danemark    | Lidl-Trek                   | + 0 s           |
| 6e | Jérémy Lecroq      | France      | Saint Michel-Mavic-Auber 93 | + 0 s           |
| 7e | Paul Hennequin     | France      | Nice Métropole Côte d'Azur  | + 0 s           |
| 8e | Sandy Dujardin     | France      | TotalEnergies               | + 0 s           |
| 9e | Samuel Watson      | Royaume-Uni | Groupama-FDJ                | + 0 s           |
| 10e | Raúl García Pierna | Espagne     | Arkéa-B&B Hotels            | + 0 s           |

| Classement de l'étape | Classement de l'étape | Classement de l'étape | Classement de l'étape       | Classement de l'étape |
| Coureur               | Coureur               | Pays                  | Équipe                      | Temps                 |
| --------------------- | --------------------- | --------------------- | --------------------------- | --------------------- |
| 1er                   | Tom Van Asbroeck      | Belgique              | Israel-Premier Tech         | 4 h 10 min 37 s       |
| 2e                    | Sam Bennett           | Irlande               | Decathlon-AG2R La Mondiale  | + 0 s                 |
| 3e                    | Axel Zingle           | France                | Cofidis                     | + 0 s                 |
| 4e                    | Hugo Hofstetter       | France                | Israel-Premier Tech         | + 0 s                 |
| 5e                    | Mads Pedersen         | Danemark              | Lidl-Trek                   | + 0 s                 |
| 6e                    | Jérémy Lecroq         | France                | Saint Michel-Mavic-Auber 93 | + 0 s                 |
| 7e                    | Paul Hennequin        | France                | Nice Métropole Côte d'Azur  | + 0 s                 |
| 8e                    | Sandy Dujardin        | France                | TotalEnergies               | + 0 s                 |
| 9e                    | Samuel Watson         | Royaume-Uni           | Groupama-FDJ                | + 0 s                 |
| 10e                   | Raúl García Pierna    | Espagne               | Arkéa-B&B Hotels            | + 0 s                 |

## Classements finals

### Classement général
| \| Classement général \| Classement général \| Classement général \| Classement général \| Classement général \| \| Coureur \| Coureur \| Pays \| Équipe \| Temps \| \| ------------------ \| ------------------ \| ------------------ \| -------------------------- \| ------------------ \| \| 1er \| Mads Pedersen \| Danemark \| Lidl-Trek \| 11 h 52 min 36 s \| \| 2e \| Axel Zingle \| France \| Cofidis \| + 29 s \| \| 3e \| Raúl García Pierna \| Espagne \| Arkéa-B&B Hotels \| + 29 s \| \| 4e \| Damien Touzé \| France \| Decathlon-AG2R La Mondiale \| + 1 min 36 s \| \| 5e \| Alex Kirsch \| Luxembourg \| Lidl-Trek \| + 1 min 41 s \| \| 6e \| Pierre Gautherat \| France \| Decathlon-AG2R La Mondiale \| + 1 min 46 s \| \| 7e \| Alexis Gougeard \| France \| Cofidis \| + 2 min 02 s \| \| 8e \| Jakob Söderqvist \| Suède \| Lidl-Trek \| + 2 min 14 s \| \| 9e \| Sam Bennett \| Irlande \| Decathlon-AG2R La Mondiale \| + 2 min 38 s \| \| 10e \| Samuel Watson \| Royaume-Uni \| Groupama-FDJ \| + 3 min 45 s \| |                    |             |                            |                  |
| |                    |             |                            |                  |
| Source : ProCyclingStats |                    |             |                            |                  |
| Classement général |                    |             |                            |                  |
| Coureur | Coureur            | Pays        | Équipe                     | Temps            |
| 1er | Mads Pedersen      | Danemark    | Lidl-Trek                  | 11 h 52 min 36 s |
| 2e | Axel Zingle        | France      | Cofidis                    | + 29 s           |
| 3e | Raúl García Pierna | Espagne     | Arkéa-B&B Hotels           | + 29 s           |
| 4e | Damien Touzé       | France      | Decathlon-AG2R La Mondiale | + 1 min 36 s     |
| 5e | Alex Kirsch        | Luxembourg  | Lidl-Trek                  | + 1 min 41 s     |
| 6e | Pierre Gautherat   | France      | Decathlon-AG2R La Mondiale | + 1 min 46 s     |
| 7e | Alexis Gougeard    | France      | Cofidis                    | + 2 min 02 s     |
| 8e | Jakob Söderqvist   | Suède       | Lidl-Trek                  | + 2 min 14 s     |
| 9e | Sam Bennett        | Irlande     | Decathlon-AG2R La Mondiale | + 2 min 38 s     |
| 10e | Samuel Watson      | Royaume-Uni | Groupama-FDJ               | + 3 min 45 s     |

### Classements annexes
| Classement par points | Classement par points | Classement par points | Classement par points       | Classement par points |
| Coureur               | Coureur               | Pays                  | Équipe                      | Points                |
| --------------------- | --------------------- | --------------------- | --------------------------- | --------------------- |
| 1er                   | Mads Pedersen         | Danemark              | Lidl-Trek                   | 50 pts                |
| 2e                    | Axel Zingle           | France                | Cofidis                     | 30 pts                |
| 3e                    | Samuel Watson         | Royaume-Uni           | Groupama-FDJ                | 15 pts                |
| 4e                    | Tom Van Asbroeck      | Belgique              | Israel-Premier Tech         | 10 pts                |
| 5e                    | Sam Bennett           | Irlande               | Decathlon-AG2R La Mondiale  | 10 pts                |
| 6e                    | Clément Champoussin   | France                | Arkéa-B&B Hotels            | 10 pts                |
| 7e                    | Tyler Stites          | États-Unis            | Project Echelon Racing      | 10 pts                |
| 8e                    | Jérémy Lecroq         | France                | Saint Michel-Mavic-Auber 93 | 10 pts                |
| 9e                    | Jakob Söderqvist      | Suède                 | Lidl-Trek                   | 8 pts                 |
| 10e                   | Alexandre Delettre    | France                | Saint Michel-Mavic-Auber 93 | 8 pts                 |

| Classement par points | Classement par points | Classement par points | Classement par points       | Classement par points |
| Coureur               | Coureur               | Pays                  | Équipe                      | Points                |
| --------------------- | --------------------- | --------------------- | --------------------------- | --------------------- |
| 1er                   | Mads Pedersen         | Danemark              | Lidl-Trek                   | 50 pts                |
| 2e                    | Axel Zingle           | France                | Cofidis                     | 30 pts                |
| 3e                    | Samuel Watson         | Royaume-Uni           | Groupama-FDJ                | 15 pts                |
| 4e                    | Tom Van Asbroeck      | Belgique              | Israel-Premier Tech         | 10 pts                |
| 5e                    | Sam Bennett           | Irlande               | Decathlon-AG2R La Mondiale  | 10 pts                |
| 6e                    | Clément Champoussin   | France                | Arkéa-B&B Hotels            | 10 pts                |
| 7e                    | Tyler Stites          | États-Unis            | Project Echelon Racing      | 10 pts                |
| 8e                    | Jérémy Lecroq         | France                | Saint Michel-Mavic-Auber 93 | 10 pts                |
| 9e                    | Jakob Söderqvist      | Suède                 | Lidl-Trek                   | 8 pts                 |
| 10e                   | Alexandre Delettre    | France                | Saint Michel-Mavic-Auber 93 | 8 pts                 |

| Classement de la montagne | Classement de la montagne | Classement de la montagne | Classement de la montagne  | Classement de la montagne |
| Coureur                   | Coureur                   | Pays                      | Équipe                     | Points                    |
| ------------------------- | ------------------------- | ------------------------- | -------------------------- | ------------------------- |
| 1er                       | Kévin Avoine              | France                    | Van Rysel-Roubaix          | 11 pts                    |
| 2e                        | Kasper Saver              | Belgique                  | Philippe Wagner-Bazin      | 9 pts                     |
| 3e                        | Ewen Costiou              | France                    | Arkéa-B&B Hotels           | 5 pts                     |
| 4e                        | Alexis Guérin             | France                    | Philippe Wagner-Bazin      | 5 pts                     |
| 5e                        | Emmanuel Morin            | France                    | Van Rysel-Roubaix          | 4 pts                     |
| 6e                        | Nans Peters               | France                    | Decathlon-AG2R La Mondiale | 3 pts                     |
| 7e                        | Mads Pedersen             | Danemark                  | Lidl-Trek                  | 2 pts                     |
| 8e                        | Alex Kirsch               | Luxembourg                | Lidl-Trek                  | 1 pt                      |
| 9e                        | Alexis Gougeard           | France                    | Cofidis                    | 1 pt                      |
| 10e                       | Kenny Molly               | Belgique                  | Van Rysel-Roubaix          | 1 pt                      |

| Classement de la montagne | Classement de la montagne | Classement de la montagne | Classement de la montagne  | Classement de la montagne |
| Coureur                   | Coureur                   | Pays                      | Équipe                     | Points                    |
| ------------------------- | ------------------------- | ------------------------- | -------------------------- | ------------------------- |
| 1er                       | Kévin Avoine              | France                    | Van Rysel-Roubaix          | 11 pts                    |
| 2e                        | Kasper Saver              | Belgique                  | Philippe Wagner-Bazin      | 9 pts                     |
| 3e                        | Ewen Costiou              | France                    | Arkéa-B&B Hotels           | 5 pts                     |
| 4e                        | Alexis Guérin             | France                    | Philippe Wagner-Bazin      | 5 pts                     |
| 5e                        | Emmanuel Morin            | France                    | Van Rysel-Roubaix          | 4 pts                     |
| 6e                        | Nans Peters               | France                    | Decathlon-AG2R La Mondiale | 3 pts                     |
| 7e                        | Mads Pedersen             | Danemark                  | Lidl-Trek                  | 2 pts                     |
| 8e                        | Alex Kirsch               | Luxembourg                | Lidl-Trek                  | 1 pt                      |
| 9e                        | Alexis Gougeard           | France                    | Cofidis                    | 1 pt                      |
| 10e                       | Kenny Molly               | Belgique                  | Van Rysel-Roubaix          | 1 pt                      |

| Classement du meilleur jeune | Classement du meilleur jeune | Classement du meilleur jeune | Classement du meilleur jeune      | Classement du meilleur jeune |
| Coureur                      | Coureur                      | Pays                         | Équipe                            | Temps                        |
| ---------------------------- | ---------------------------- | ---------------------------- | --------------------------------- | ---------------------------- |
| 1er                          | Pierre Gautherat             | France                       | Decathlon-AG2R La Mondiale        | 11 h 54 min 22 s             |
| 2e                           | Jakob Söderqvist             | Suède                        | Lidl-Trek                         | + 28 s                       |
| 3e                           | Ewen Costiou                 | France                       | Arkéa-B&B Hotels                  | + 2 min 07 s                 |
| 4e                           | Lorenzo Germani              | Italie                       | Groupama-FDJ                      | + 2 min 17 s                 |
| 5e                           | Eddy Le Huitouze             | France                       | Groupama-FDJ                      | + 7 min 44 s                 |
| 6e                           | Thibaut Bernard              | Belgique                     | Bingoal WB Devo Team              | + 9 min 11 s                 |
| 7e                           | Paul Hennequin               | France                       | Nice Métropole Côte d'Azur        | + 9 min 20 s                 |
| 8e                           | Andrey Remkhe                | Kazakhstan                   | Astana Qazaqstan Development Team | + 12 min 24 s                |
| 9e                           | Giosuè Epis                  | Italie                       | Arkéa-B&B Hôtels Continentale     | + 14 min 54 s                |
| 10e                          | Jon Rye-Johnsen              | Norvège                      | CIC U Nantes Atlantique           | + 15 min 09 s                |

| Classement du meilleur jeune | Classement du meilleur jeune | Classement du meilleur jeune | Classement du meilleur jeune      | Classement du meilleur jeune |
| Coureur                      | Coureur                      | Pays                         | Équipe                            | Temps                        |
| ---------------------------- | ---------------------------- | ---------------------------- | --------------------------------- | ---------------------------- |
| 1er                          | Pierre Gautherat             | France                       | Decathlon-AG2R La Mondiale        | 11 h 54 min 22 s             |
| 2e                           | Jakob Söderqvist             | Suède                        | Lidl-Trek                         | + 28 s                       |
| 3e                           | Ewen Costiou                 | France                       | Arkéa-B&B Hotels                  | + 2 min 07 s                 |
| 4e                           | Lorenzo Germani              | Italie                       | Groupama-FDJ                      | + 2 min 17 s                 |
| 5e                           | Eddy Le Huitouze             | France                       | Groupama-FDJ                      | + 7 min 44 s                 |
| 6e                           | Thibaut Bernard              | Belgique                     | Bingoal WB Devo Team              | + 9 min 11 s                 |
| 7e                           | Paul Hennequin               | France                       | Nice Métropole Côte d'Azur        | + 9 min 20 s                 |
| 8e                           | Andrey Remkhe                | Kazakhstan                   | Astana Qazaqstan Development Team | + 12 min 24 s                |
| 9e                           | Giosuè Epis                  | Italie                       | Arkéa-B&B Hôtels Continentale     | + 14 min 54 s                |
| 10e                          | Jon Rye-Johnsen              | Norvège                      | CIC U Nantes Atlantique           | + 15 min 09 s                |

| Classement par équipes | Classement par équipes      | Classement par équipes | Classement par équipes |
| Équipe                 | Équipe                      | Pays                   | Temps                  |
| ---------------------- | --------------------------- | ---------------------- | ---------------------- |
| 1re                    | Decathlon-AG2R La Mondiale  | France                 | 35 h 41 min 20 s       |
| 2e                     | Lidl-Trek                   | États-Unis             | + 26 s                 |
| 3e                     | Cofidis                     | France                 | + 3 min 13 s           |
| 4e                     | Arkéa-B&B Hotels            | France                 | + 4 min 54 s           |
| 5e                     | Israel-Premier Tech         | Israël                 | + 5 min 05 s           |
| 6e                     | Groupama-FDJ                | France                 | + 7 min 00 s           |
| 7e                     | Saint Michel-Mavic-Auber 93 | France                 | + 11 min 10 s          |
| 8e                     | Van Rysel-Roubaix           | France                 | + 11 min 56 s          |
| 9e                     | TotalEnergies               | France                 | + 19 min 38 s          |
| 10e                    | Philippe Wagner-Bazin       | Belgique               | + 30 min 26 s          |

| Classement par équipes | Classement par équipes      | Classement par équipes | Classement par équipes |
| Équipe                 | Équipe                      | Pays                   | Temps                  |
| ---------------------- | --------------------------- | ---------------------- | ---------------------- |
| 1re                    | Decathlon-AG2R La Mondiale  | France                 | 35 h 41 min 20 s       |
| 2e                     | Lidl-Trek                   | États-Unis             | + 26 s                 |
| 3e                     | Cofidis                     | France                 | + 3 min 13 s           |
| 4e                     | Arkéa-B&B Hotels            | France                 | + 4 min 54 s           |
| 5e                     | Israel-Premier Tech         | Israël                 | + 5 min 05 s           |
| 6e                     | Groupama-FDJ                | France                 | + 7 min 00 s           |
| 7e                     | Saint Michel-Mavic-Auber 93 | France                 | + 11 min 10 s          |
| 8e                     | Van Rysel-Roubaix           | France                 | + 11 min 56 s          |
| 9e                     | TotalEnergies               | France                 | + 19 min 38 s          |
| 10e                    | Philippe Wagner-Bazin       | Belgique               | + 30 min 26 s          |

### Classement UCI
La course attribue des points au Classement mondial UCI 2022 selon le barème suivant.
| Position           | 1er | 2e  | 3e  | 4e  | 5e | 6e | 7e | 8e | 9e | 10e | 11e | 12e | 13e | 14e | 15e | 16e à 30e | 31e à 40e |
| Classement général | 200 | 150 | 125 | 100 | 85 | 70 | 60 | 50 | 40 | 35  | 30  | 25  | 20  | 15  | 10  | 5         | 3         |
| Par étape          | 20  | 10  | 5   |     |    |    |    |    |    |     |     |     |     |     |     |           |           |
| Leader, par étape  | 5   |     |     |     |    |    |    |    |    |     |     |     |     |     |     |           |           |

## Évolution des classements
| Étape              | Vainqueur          | Classement général | Classement des sprints | Classement de la montagne | Classement du meilleur jeune | Chouchou du public | Classement par équipes     |
| ------------------ | ------------------ | ------------------ | ---------------------- | ------------------------- | ---------------------------- | ------------------ | -------------------------- |
| P                  | Mads Pedersen      | Mads Pedersen      | Mads Pedersen          | Bruno Armirail            | Jakob Söderqvist             | Jérémy Cabot       | Lidl-Trek                  |
| 1                  | Mads Pedersen      | Mads Pedersen      | Mads Pedersen          | Kévin Avoine              | Jakob Söderqvist             | Kévin Avoine       | Lidl-Trek                  |
| 2                  | Mads Pedersen      | Mads Pedersen      | Mads Pedersen          | Marco Frigo               | Ewen Costiou                 | Enzo Boulet        | Arkéa-B&B Hotels           |
| 3                  | Tom Van Asbroeck   | Mads Pedersen      | Mads Pedersen          | Kévin Avoine              | Pierre Gautherat             | Célestin Guillon   | Decathlon AG2R La Mondiale |
| Classements finals | Classements finals | Mads Pedersen      | Mads Pedersen          | Kévin Avoine              | Pierre Gautherat             | -                  | Decathlon AG2R La Mondiale |

## Liste des participants
| Légende                             | Légende                                                                                                  | Légende                                | Légende                                                                                         |
| ----------------------------------- | --- | -------------------------------------- | ----------------------------------------------------------------------------------------------- |
| Num                                 | Dossard de départ porté par le coureur sur ce Tour de la Provence                                        | Pos                                    | Position finale au classement général                                                           |
| Leader du classement général        | Indique le vainqueur du classement général                                                               | Leader du classement par points        | Indique le vainqueur du classement par points                                                   |
| Leader du classement de la montagne | Indique le vainqueur du classement de la montagne                                                        | Leader du classement du meilleur jeune | Indique le vainqueur du classement du meilleur jeune                                            |
|                                     | Indique un maillot de champion national ou mondial, suivi de sa spécialité                               | #                                      | Indique la meilleure équipe                                                                     |
| NP                                  | Indique un coureur qui n'a pas pris le départ d'une étape, suivi du numéro de l'étape où il s'est retiré | AB                                     | Indique un coureur qui n'a pas terminé une étape, suivi du numéro de l'étape où il s'est retiré |
| HD                                  | Indique un coureur qui a terminé une étape hors des délais, suivi du numéro de l'étape                   | DSQ                                    | Indique un coureur qui a été disqualifié de la course, suivi du numéro de l'étape               |
| *                                   | Indique un coureur en lice pour le classement du meilleur jeune (coureurs nés après le )                 |                                        |                                                                                                 |

| Decathlon-AG2R La Mondiale DAT | Decathlon-AG2R La Mondiale DAT | Decathlon-AG2R La Mondiale DAT |
| ------------------------------ | ------------------------------ | ------------------------------ |
| Num                            | Coureur                        | Pos                            |
| 1                              | Sam Bennett (IRL)              | 9e                             |
| 2                              | Bruno Armirail (FRA)           | NP-3                           |
| 3                              | Nans Peters (FRA)              | 20e                            |
| 4                              | Dorian Godon (FRA)             | 19e                            |
| 5                              | Pierre Gautherat (FRA)         | 6e                             |
| 6                              | Lawrence Warbasse (USA)        | 18e                            |
| 7                              | Damien Touzé (FRA)             | 4e                             |

| Cofidis COF | Cofidis COF            | Cofidis COF |
| ----------- | ---------------------- | ----------- |
| Num         | Coureur                | Pos         |
| 11          | Axel Zingle (FRA)      | 2e          |
| 12          | Thomas Champion (FRA)  | 32e         |
| 13          | Christophe Noppe (BEL) | 28e         |
| 14          | Oliver Knight (GBR)    | AB-1        |
| 15          | Alexis Gougeard (FRA)  | 7e          |
| 16          | Harrison Wood (GBR)    | NP-0        |
| 17          | Ludovic Robeet (BEL)   | AB-3        |

| Groupama-FDJ GFC | Groupama-FDJ GFC        | Groupama-FDJ GFC |
| ---------------- | ----------------------- | ---------------- |
| Num              | Coureur                 | Pos              |
| 21               | Sven Erik Bystrøm (NOR) | 16e              |
| 22               | Rémy Rochas (FRA)       | AB-3             |
| 23               | Samuel Watson (GBR)     | 10e              |
| 24               | Lorenzo Germani (ITA)   | 14e              |
| 25               | Eddy Le Huitouze (FRA)  | 29e              |
| 26               | Matthew Walls (GBR)     | 58e              |
| 27               | Lars van den Berg (NED) | 22e              |

| Bingoal WB BWB | Bingoal WB BWB             | Bingoal WB BWB |
| -------------- | -------------------------- | -------------- |
| Num            | Coureur                    | Pos            |
| 31             | Nathan Vandepitte (FRA)    | AB-3           |
| 32             | Alexander Salby (DEN)      | 50e            |
| 33             | Jelle Vermoote (BEL)       | AB-3           |
| 34             | Sébastien van Poppel (BEL) | AB-1           |
| 35             | Tom Portsmouth (GBR)       | 62e            |
| 36             | Thibaut Bernard (BEL)      | 37e            |
| 37             | Luca De Meester (BEL)      | AB-3           |

| CIC U Nantes Atlantique UCN | CIC U Nantes Atlantique UCN | CIC U Nantes Atlantique UCN |
| --------------------------- | --------------------------- | --------------------------- |
| Num                         | Coureur                     | Pos                         |
| 41                          | Artus Jaladeau (FRA)        | AB-2                        |
| 42                          | Enzo Boulet (FRA)           | NP-3                        |
| 43                          | Enzo Briand (FRA)           | AB-3                        |
| 44                          | Antoine Hue (FRA)           | AB-2                        |
| 45                          | Maël Guégan (FRA)           | 31e                         |
| 46                          | Robin Plamondon (CAN)       | 34e                         |
| 47                          | Jon Rye-Johnsen (NOR)       | 51e                         |

| Arkéa-B&B Hotels ARK | Arkéa-B&B Hotels ARK      | Arkéa-B&B Hotels ARK |
| -------------------- | ------------------------- | -------------------- |
| Num                  | Coureur                   | Pos                  |
| 51                   | Clément Champoussin (FRA) | 13e                  |
| 52                   | Ewen Costiou (FRA)        | 12e                  |
| 53                   | David Dekker (NED)        | AB-3                 |
| 54                   | Raúl García Pierna (ESP)  | 3e                   |
| 55                   | Giosuè Epis (ITA)         | 47e                  |
| 56                   | Baptiste Gillet (FRA)     | AB-3                 |
| 57                   | Łukasz Owsian (POL)       | 25e                  |

| TotalEnergies TEN | TotalEnergies TEN     | TotalEnergies TEN |
| ----------------- | --------------------- | ----------------- |
| Num               | Coureur               | Pos               |
| 61                | Sandy Dujardin (FRA)  | 17e               |
| 62                | Valentin Ferron (FRA) | AB-2              |
| 63                | Thomas Bonnet (FRA)   | AB-2              |
| 64                | Alan Jousseaume (FRA) | AB-3              |
| 65                | Lucas Boniface (FRA)  | 59e               |
| 66                | Fabien Grellier (FRA) | 42e               |
| 67                | Mattéo Vercher (FRA)  | 52e               |

| Van Rysel-Roubaix VRR | Van Rysel-Roubaix VRR  | Van Rysel-Roubaix VRR |
| --------------------- | ---------------------- | --------------------- |
| Num                   | Coureur                | Pos                   |
| 71                    | Jérémy Leveau (FRA)    | AB-3                  |
| 72                    | Emmanuel Morin (FRA)   | 30e                   |
| 73                    | Samuel Leroux (FRA)    | AB-1                  |
| 74                    | Célestin Guillon (FRA) | 24e                   |
| 75                    | Kenny Molly (BEL)      | 21e                   |
| 76                    | Kévin Avoine (FRA)     | 27e                   |

| Saint Michel-Mavic-Auber 93 AUB | Saint Michel-Mavic-Auber 93 AUB | Saint Michel-Mavic-Auber 93 AUB |
| ------------------------------- | ------------------------------- | ------------------------------- |
| Num                             | Coureur                         | Pos                             |
| 81                              | Jérémy Cabot (FRA)              | AB-3                            |
| 82                              | Jérémy Lecroq (FRA)             | 35e                             |
| 83                              | Joris Delbove (FRA)             | 43e                             |
| 84                              | Alexandre Delettre (FRA)        | 23e                             |
| 85                              | Nicolas Breuillard (FRA)        | NP-3                            |
| 86                              | Lucas Beneteau (FRA)            | NP-3                            |
| 87                              | Romain Cardis (FRA)             | AB-3                            |

| Nice Métropole Côte d'Azur NMC | Nice Métropole Côte d'Azur NMC | Nice Métropole Côte d'Azur NMC |
| ------------------------------ | ------------------------------ | ------------------------------ |
| Num                            | Coureur                        | Pos                            |
| 91                             | Jonathan Couanon (FRA)         | AB-2                           |
| 92                             | Paul Hennequin (FRA)           | 38e                            |
| 93                             | Alexandre Léonien (FRA)        | 68e                            |
| 94                             | Melvin Crommelinck (FRA)       | 64e                            |
| 95                             | Axel Narbonne-Zuccarelli (FRA) | NP-3                           |
| 96                             | Alexander Konijn (NED)         | 49e                            |

| Philippe Wagner-Bazin PWB | Philippe Wagner-Bazin PWB | Philippe Wagner-Bazin PWB |
| ------------------------- | ------------------------- | ------------------------- |
| Num                       | Coureur                   | Pos                       |
| 101                       | Pierre Barbier (FRA)      | AB-2                      |
| 102                       | Rudy Barbier (FRA)        | AB-2                      |
| 103                       | Quentin Bezza (FRA)       | NP-3                      |
| 104                       | Jens Vandenbogaerde (BEL) | AB-1                      |
| 106                       | Alexis Guérin (FRA)       | 44e                       |
| 107                       | Kasper Saver (BEL)        | 39e                       |

| Lidl-Trek LTK | Lidl-Trek LTK                        | Lidl-Trek LTK |
| ------------- | ------------------------------------ | ------------- |
| Num           | Coureur                              | Pos           |
| 111           | Mads Pedersen (DEN)                  | 1er           |
| 112           | Alex Kirsch (LUX) (route et chrono)  | 5e            |
| 113           | Julien Bernard (FRA)                 | AB-3          |
| 114           | Jakob Söderqvist (SWE)               | 8e            |
| 115           | Tim Declercq (BEL)                   | 40e           |
| 116           | Ryan Gibbons (RSA) (route et chrono) | NP-3          |
| 117           | Otto Vergaerde (BEL)                 | 41e           |

| Israel-Premier Tech IPT | Israel-Premier Tech IPT | Israel-Premier Tech IPT |
| ----------------------- | ----------------------- | ----------------------- |
| Num                     | Coureur                 | Pos                     |
| 121                     | Tom Van Asbroeck (BEL)  | 11e                     |
| 122                     | Hugo Hofstetter (FRA)   | 36e                     |
| 123                     | Riley Sheehan (USA)     | NP-3                    |
| 124                     | Marco Frigo (ITA)       | NP-3                    |
| 125                     | Riley Pickrell (CAN)    | NP-3                    |
| 126                     | Nadav Raisberg (ISR)    | 60e                     |
| 127                     | Mason Hollyman (GBR)    | 53e                     |

| Team Corratec-Vini Fantini COR | Team Corratec-Vini Fantini COR | Team Corratec-Vini Fantini COR |
| ------------------------------ | ------------------------------ | ------------------------------ |
| Num                            | Coureur                        | Pos                            |
| 131                            | Andrii Ponomar (UKR)           | AB-1                           |
| 132                            | Antoine Debons (SUI)           | AB-3                           |
| 133                            | Valentin Darbellay (SUI)       | NP-3                           |
| 134                            | Matteo Amella (ITA)            | AB-3                           |
| 135                            | Jan Stöckli (SUI)              | NP-3                           |
| 136                            | Alessandro Iacchi (ITA)        | 33e                            |
| 137                            | Etienne van Empel (NED)        | 26e                            |

| Project Echelon Racing PEC | Project Echelon Racing PEC | Project Echelon Racing PEC |
| -------------------------- | -------------------------- | -------------------------- |
| Num                        | Coureur                    | Pos                        |
| 141                        | Tyler Stites (USA)         | 15e                        |
| 142                        | Brendan Rhim (USA)         | 65e                        |
| 143                        | Hugo Scala Jr. (USA)       | 48e                        |
| 144                        | Richard Arnopol (USA)      | NP-2                       |
| 145                        | Sam Boardman (USA)         | 63e                        |
| 146                        | Scott McGill (USA)         | AB-3                       |
| 147                        | Cade Bickmore (USA)        | 55e                        |

| Astana Qazaqstan Development Team AQD | Astana Qazaqstan Development Team AQD | Astana Qazaqstan Development Team AQD |
| ------------------------------------- | ------------------------------------- | ------------------------------------- |
| Num                                   | Coureur                               | Pos                                   |
| 151                                   | Simone Zanini (ITA)                   | 56e                                   |
| 152                                   | Nil Aguilera (ESP)                    | 67e                                   |
| 153                                   | Jonas Reibsch (GER)                   | NP-3                                  |
| 154                                   | Andrey Remkhe (KAZ)                   | 45e                                   |
| 155                                   | Rudolf Remkhi (KAZ)                   | 54e                                   |
| 156                                   | Ilkhan Dostiyev (KAZ)                 | 61e                                   |

| Beltrami TSA-Tre Colli BTC | Beltrami TSA-Tre Colli BTC | Beltrami TSA-Tre Colli BTC |
| -------------------------- | -------------------------- | -------------------------- |
| Num                        | Coureur                    | Pos                        |
| 161                        | Alex Raimondi (ITA)        | AB-2                       |
| 162                        | Andrea Biancalani (ITA)    | 57e                        |
| 163                        | Gabriel Fede (ITA)         | AB-3                       |
| 164                        | Simone Impellizzeri (ITA)  | AB-3                       |
| 165                        | Nicola Rossi (ITA)         | AB-3                       |
| 166                        | Michael Vanni (ITA)        | AB-2                       |
| 167                        | Edoardo Burani (ITA)       | 66e                        |

| Decathlon-AG2R La Mondiale DAT | Decathlon-AG2R La Mondiale DAT | Decathlon-AG2R La Mondiale DAT |
| ------------------------------ | ------------------------------ | ------------------------------ |
| Num                            | Coureur                        | Pos                            |
| 1                              | Sam Bennett (IRL)              | 9e                             |
| 2                              | Bruno Armirail (FRA)           | NP-3                           |
| 3                              | Nans Peters (FRA)              | 20e                            |
| 4                              | Dorian Godon (FRA)             | 19e                            |
| 5                              | Pierre Gautherat (FRA)         | 6e                             |
| 6                              | Lawrence Warbasse (USA)        | 18e                            |
| 7                              | Damien Touzé (FRA)             | 4e                             |

| Cofidis COF | Cofidis COF            | Cofidis COF |
| ----------- | ---------------------- | ----------- |
| Num         | Coureur                | Pos         |
| 11          | Axel Zingle (FRA)      | 2e          |
| 12          | Thomas Champion (FRA)  | 32e         |
| 13          | Christophe Noppe (BEL) | 28e         |
| 14          | Oliver Knight (GBR)    | AB-1        |
| 15          | Alexis Gougeard (FRA)  | 7e          |
| 16          | Harrison Wood (GBR)    | NP-0        |
| 17          | Ludovic Robeet (BEL)   | AB-3        |

| Groupama-FDJ GFC | Groupama-FDJ GFC        | Groupama-FDJ GFC |
| ---------------- | ----------------------- | ---------------- |
| Num              | Coureur                 | Pos              |
| 21               | Sven Erik Bystrøm (NOR) | 16e              |
| 22               | Rémy Rochas (FRA)       | AB-3             |
| 23               | Samuel Watson (GBR)     | 10e              |
| 24               | Lorenzo Germani (ITA)   | 14e              |
| 25               | Eddy Le Huitouze (FRA)  | 29e              |
| 26               | Matthew Walls (GBR)     | 58e              |
| 27               | Lars van den Berg (NED) | 22e              |

| Bingoal WB BWB | Bingoal WB BWB             | Bingoal WB BWB |
| -------------- | -------------------------- | -------------- |
| Num            | Coureur                    | Pos            |
| 31             | Nathan Vandepitte (FRA)    | AB-3           |
| 32             | Alexander Salby (DEN)      | 50e            |
| 33             | Jelle Vermoote (BEL)       | AB-3           |
| 34             | Sébastien van Poppel (BEL) | AB-1           |
| 35             | Tom Portsmouth (GBR)       | 62e            |
| 36             | Thibaut Bernard (BEL)      | 37e            |
| 37             | Luca De Meester (BEL)      | AB-3           |

| CIC U Nantes Atlantique UCN | CIC U Nantes Atlantique UCN | CIC U Nantes Atlantique UCN |
| --------------------------- | --------------------------- | --------------------------- |
| Num                         | Coureur                     | Pos                         |
| 41                          | Artus Jaladeau (FRA)        | AB-2                        |
| 42                          | Enzo Boulet (FRA)           | NP-3                        |
| 43                          | Enzo Briand (FRA)           | AB-3                        |
| 44                          | Antoine Hue (FRA)           | AB-2                        |
| 45                          | Maël Guégan (FRA)           | 31e                         |
| 46                          | Robin Plamondon (CAN)       | 34e                         |
| 47                          | Jon Rye-Johnsen (NOR)       | 51e                         |

| Arkéa-B&B Hotels ARK | Arkéa-B&B Hotels ARK      | Arkéa-B&B Hotels ARK |
| -------------------- | ------------------------- | -------------------- |
| Num                  | Coureur                   | Pos                  |
| 51                   | Clément Champoussin (FRA) | 13e                  |
| 52                   | Ewen Costiou (FRA)        | 12e                  |
| 53                   | David Dekker (NED)        | AB-3                 |
| 54                   | Raúl García Pierna (ESP)  | 3e                   |
| 55                   | Giosuè Epis (ITA)         | 47e                  |
| 56                   | Baptiste Gillet (FRA)     | AB-3                 |
| 57                   | Łukasz Owsian (POL)       | 25e                  |

| TotalEnergies TEN | TotalEnergies TEN     | TotalEnergies TEN |
| ----------------- | --------------------- | ----------------- |
| Num               | Coureur               | Pos               |
| 61                | Sandy Dujardin (FRA)  | 17e               |
| 62                | Valentin Ferron (FRA) | AB-2              |
| 63                | Thomas Bonnet (FRA)   | AB-2              |
| 64                | Alan Jousseaume (FRA) | AB-3              |
| 65                | Lucas Boniface (FRA)  | 59e               |
| 66                | Fabien Grellier (FRA) | 42e               |
| 67                | Mattéo Vercher (FRA)  | 52e               |

| Van Rysel-Roubaix VRR | Van Rysel-Roubaix VRR  | Van Rysel-Roubaix VRR |
| --------------------- | ---------------------- | --------------------- |
| Num                   | Coureur                | Pos                   |
| 71                    | Jérémy Leveau (FRA)    | AB-3                  |
| 72                    | Emmanuel Morin (FRA)   | 30e                   |
| 73                    | Samuel Leroux (FRA)    | AB-1                  |
| 74                    | Célestin Guillon (FRA) | 24e                   |
| 75                    | Kenny Molly (BEL)      | 21e                   |
| 76                    | Kévin Avoine (FRA)     | 27e                   |

| Saint Michel-Mavic-Auber 93 AUB | Saint Michel-Mavic-Auber 93 AUB | Saint Michel-Mavic-Auber 93 AUB |
| ------------------------------- | ------------------------------- | ------------------------------- |
| Num                             | Coureur                         | Pos                             |
| 81                              | Jérémy Cabot (FRA)              | AB-3                            |
| 82                              | Jérémy Lecroq (FRA)             | 35e                             |
| 83                              | Joris Delbove (FRA)             | 43e                             |
| 84                              | Alexandre Delettre (FRA)        | 23e                             |
| 85                              | Nicolas Breuillard (FRA)        | NP-3                            |
| 86                              | Lucas Beneteau (FRA)            | NP-3                            |
| 87                              | Romain Cardis (FRA)             | AB-3                            |

| Nice Métropole Côte d'Azur NMC | Nice Métropole Côte d'Azur NMC | Nice Métropole Côte d'Azur NMC |
| ------------------------------ | ------------------------------ | ------------------------------ |
| Num                            | Coureur                        | Pos                            |
| 91                             | Jonathan Couanon (FRA)         | AB-2                           |
| 92                             | Paul Hennequin (FRA)           | 38e                            |
| 93                             | Alexandre Léonien (FRA)        | 68e                            |
| 94                             | Melvin Crommelinck (FRA)       | 64e                            |
| 95                             | Axel Narbonne-Zuccarelli (FRA) | NP-3                           |
| 96                             | Alexander Konijn (NED)         | 49e                            |

| Philippe Wagner-Bazin PWB | Philippe Wagner-Bazin PWB | Philippe Wagner-Bazin PWB |
| ------------------------- | ------------------------- | ------------------------- |
| Num                       | Coureur                   | Pos                       |
| 101                       | Pierre Barbier (FRA)      | AB-2                      |
| 102                       | Rudy Barbier (FRA)        | AB-2                      |
| 103                       | Quentin Bezza (FRA)       | NP-3                      |
| 104                       | Jens Vandenbogaerde (BEL) | AB-1                      |
| 106                       | Alexis Guérin (FRA)       | 44e                       |
| 107                       | Kasper Saver (BEL)        | 39e                       |

| Lidl-Trek LTK | Lidl-Trek LTK                        | Lidl-Trek LTK |
| ------------- | ------------------------------------ | ------------- |
| Num           | Coureur                              | Pos           |
| 111           | Mads Pedersen (DEN)                  | 1er           |
| 112           | Alex Kirsch (LUX) (route et chrono)  | 5e            |
| 113           | Julien Bernard (FRA)                 | AB-3          |
| 114           | Jakob Söderqvist (SWE)               | 8e            |
| 115           | Tim Declercq (BEL)                   | 40e           |
| 116           | Ryan Gibbons (RSA) (route et chrono) | NP-3          |
| 117           | Otto Vergaerde (BEL)                 | 41e           |

| Israel-Premier Tech IPT | Israel-Premier Tech IPT | Israel-Premier Tech IPT |
| ----------------------- | ----------------------- | ----------------------- |
| Num                     | Coureur                 | Pos                     |
| 121                     | Tom Van Asbroeck (BEL)  | 11e                     |
| 122                     | Hugo Hofstetter (FRA)   | 36e                     |
| 123                     | Riley Sheehan (USA)     | NP-3                    |
| 124                     | Marco Frigo (ITA)       | NP-3                    |
| 125                     | Riley Pickrell (CAN)    | NP-3                    |
| 126                     | Nadav Raisberg (ISR)    | 60e                     |
| 127                     | Mason Hollyman (GBR)    | 53e                     |

| Team Corratec-Vini Fantini COR | Team Corratec-Vini Fantini COR | Team Corratec-Vini Fantini COR |
| ------------------------------ | ------------------------------ | ------------------------------ |
| Num                            | Coureur                        | Pos                            |
| 131                            | Andrii Ponomar (UKR)           | AB-1                           |
| 132                            | Antoine Debons (SUI)           | AB-3                           |
| 133                            | Valentin Darbellay (SUI)       | NP-3                           |
| 134                            | Matteo Amella (ITA)            | AB-3                           |
| 135                            | Jan Stöckli (SUI)              | NP-3                           |
| 136                            | Alessandro Iacchi (ITA)        | 33e                            |
| 137                            | Etienne van Empel (NED)        | 26e                            |

| Project Echelon Racing PEC | Project Echelon Racing PEC | Project Echelon Racing PEC |
| -------------------------- | -------------------------- | -------------------------- |
| Num                        | Coureur                    | Pos                        |
| 141                        | Tyler Stites (USA)         | 15e                        |
| 142                        | Brendan Rhim (USA)         | 65e                        |
| 143                        | Hugo Scala Jr. (USA)       | 48e                        |
| 144                        | Richard Arnopol (USA)      | NP-2                       |
| 145                        | Sam Boardman (USA)         | 63e                        |
| 146                        | Scott McGill (USA)         | AB-3                       |
| 147                        | Cade Bickmore (USA)        | 55e                        |

| Astana Qazaqstan Development Team AQD | Astana Qazaqstan Development Team AQD | Astana Qazaqstan Development Team AQD |
| ------------------------------------- | ------------------------------------- | ------------------------------------- |
| Num                                   | Coureur                               | Pos                                   |
| 151                                   | Simone Zanini (ITA)                   | 56e                                   |
| 152                                   | Nil Aguilera (ESP)                    | 67e                                   |
| 153                                   | Jonas Reibsch (GER)                   | NP-3                                  |
| 154                                   | Andrey Remkhe (KAZ)                   | 45e                                   |
| 155                                   | Rudolf Remkhi (KAZ)                   | 54e                                   |
| 156                                   | Ilkhan Dostiyev (KAZ)                 | 61e                                   |

| Beltrami TSA-Tre Colli BTC | Beltrami TSA-Tre Colli BTC | Beltrami TSA-Tre Colli BTC |
| -------------------------- | -------------------------- | -------------------------- |
| Num                        | Coureur                    | Pos                        |
| 161                        | Alex Raimondi (ITA)        | AB-2                       |
| 162                        | Andrea Biancalani (ITA)    | 57e                        |
| 163                        | Gabriel Fede (ITA)         | AB-3                       |
| 164                        | Simone Impellizzeri (ITA)  | AB-3                       |
| 165                        | Nicola Rossi (ITA)         | AB-3                       |
| 166                        | Michael Vanni (ITA)        | AB-2                       |
| 167                        | Edoardo Burani (ITA)       | 66e                        |